# Silber-Bartgras
Das Silber-Bartgras (Bothriochloa saccharoides) ist eine Pflanzenart aus der Familie der Süßgräser (Poaceae).

## Merkmale
Das Silber-Bartgras ist eine ausdauernde, krautige Horstpflanze, die Wuchshöhen von 60 bis 130 Zentimeter erreicht. Die meist 15 bis 30, manchmal auch mehr Rispentrauben sind 2 bis 6 Zentimeter lang und besitzen je 5 bis 10 Ährchenpaare. Die sitzenden Ährchen sind 2,8 bis 6,5 Millimeter lang und weisen eine 10 bis 15 Millimeter lange Granne auf. Die gestielten Ährchen sind unbegrannt und 2 bis 4 Millimeter lang.
Die Blütezeit reicht von Juli bis September.
Die Chromosomenzahl beträgt 2n = 60 oder 120.

## Vorkommen
Die Art kommt von den südlichen Vereinigten Staaten über Mittelamerika bis Brasilien, Argentinien und Chile in Pampas vor.

## Systematik
Man kann die folgenden Unterarten unterscheiden:
- Bothriochloa saccharoides subsp. americana Scrivanti: Sie kommt von den südlichen Vereinigten Staaten bis Mexiko vor.[2]
- Bothriochloa saccharoides subsp. australis Scrivanti: Sie kommt im tropischen Südamerika vor.[2]
- Bothriochloa saccharoides subsp. saccharoides: Sie kommt in Mittelamerika und in der Karibik vor.[2]

## Nutzung
Das Silber-Bartgras wird selten als Zierpflanze für Naturgärten genutzt.